# NGC 5279
NGC 5279 é uma galáxia espiral barrada (SBa/P) localizada na direcção da constelação de Ursa Major. Possui uma declinação de +55° 40' 24" e uma ascensão recta de 13 horas, 41 minutos e 43,7 segundos.
A galáxia NGC 5279 foi descoberta em 4 de Maio de 1831 por John Herschel.